# Northern Ireland (St Andrews Agreement) Act 2006
Il Northern Ireland (St Andrews Agreement) Act 2006 (c 53) (in italiano: Legge sull'Irlanda del Nord (Accordo di St Andrews) del 2006) è un atto del Parlamento del Regno Unito. Ha attuato l'accordo di Saint Andrews. È modificato dalla sezione 1 del Northern Ireland (St Andrews Agreement) Act 2007.

## Parte 2 - Emendamenti al Northern Ireland Act 1998 ecc

### Sezione 5 - Il Comitato esecutivo e il Codice Ministeriale
La sezione 5(1) inserisce la sezione 20(4) del Northern Ireland Act 1998.
L'articolo 5, paragrafo 2, inserisce l'articolo 28A di tale legge.

### Sezione 6 - Potere di deferire la decisione ministeriale al Comitato esecutivo
Questa sezione inserisce la sezione 28B del Northern Ireland Act 1998.

### Sezione 7 - Pegno d'ufficio
Questa sezione modifica l'Allegato 4 al Northern Ireland Act 1998.

### Sezione 8 - Primo ministro, vice primo ministro e ministri dell'Irlanda del Nord
Questa sezione sostituisce le sezioni da 16A a 16C, con la sezione 16, del Northern Ireland Act 1998.

### Sezione 9 - Dipartimento con funzioni di polizia e giustizia: nomina dei ministri ecc.
Questa sezione prevede che l'Allegato 6 abbia effetto.

### Sezione 10 - Comitato sindacale per la carica di Primo ministro e Vice primo ministro
Questa sezione modifica la sezione 29 del Northern Ireland Act 1998.

### Sezione 11 - Comitato per la revisione del funzionamento dell'Assemblea e del Comitato esecutivo
La sezione 11(1) inserisce le sezioni 29A e 29B del Northern Ireland Act 1998.

### Sezione 12 - Consiglio ministeriale nord-sud e Consiglio britannico-irlandese
Questa sezione sostituisce le nuove sezioni da 52A a 52C per l'attuale sezione 52 del Northern Ireland Act 1998.

### Sezione 13 - Designazione comunitaria
Questa sezione inserisce la sezione 4(5A) del Northern Ireland Act 1998.

### Sezione 14 - Potere del Comitato esecutivo di convocare testimoni e documenti
Questa sezione inserisce la sezione 28C del Northern Ireland Act 1998.

### Sezione 15 - Strategie relative alla lingua irlandese e alla lingua scozzese dell'Ulster, ecc
Questa sezione inserisce la sezione 28D del Northern Ireland Act 1998.

### Sezione 16 - Strategia relativa alla povertà, all'esclusione sociale, ecc
Questa sezione inserisce la sezione 28E del Northern Ireland Act 1998.

### Sezione 17 - Vacanza nell'Assemblea
Questa sezione inserisce il paragrafo 5 dell'Allegato 6 al Northern Ireland Act 1998.

### Sezione 19 - Modifiche minori e consequenziali
Questa sezione prevede che l'Allegato 7 abbia effetto.

## Parte 3 - Altre modifiche

### Sezione 20 - Partnership di polizia distrettuale
Questa sezione prevede che gli Allegati 8 e 9 abbiano effetto.
Questa sezione è prospetticamente abrogata dalla Parte 2 dell'Allegato 8 al Justice Act (Northern Ireland) 2011.

### Sezione 21 - Modifica dell'Education (Northern Ireland) Order 2006 ecc
La sezione 21(1) sostituisce gli articoli 1(6)(a) e (b) dell'Education (Northern Ireland) Order 2006 (S.I. 2006/1915 (N.I. 11).
La sezione 21(2) modifica l'articolo 16(5) dell'Education (Northern Ireland) Order 1997 (S.I. 1997/866 (N.I. 5)).

## Parte 4 Supplementare

### Sezione 22 - Abrogazione della legge del 2006
Questa sezione abroga il Northern Ireland Act 2006.

## Sezione 27 - Inizio
La Sezione 27(6) è prospetticamente abrogata dalla Parte 2 dell'Allegato 8 al Justice Act (Northern Ireland) 2011.
Ordini effettuati in questa sezione
- The Northern Ireland (St Andrews Agreement) Act 2006 (Commencement No.1) Order 2007 (S.I. 2007/92 (C.4)) was made under section 27(3)(a).
- The Northern Ireland (St Andrews Agreement) Act 2006 (Commencement No.2) Order 2007 (S.I. 2007/2491 (C.94)) was made under section 27(3)(b).
- Il potere di cui all'articolo 27, paragrafo 6, è stato esercitato dall'articolo 3 del Police (Northern Ireland) Act 2003 (Commencement No.2) Order 2007 (S.I. 2007/371 (C.26))

## Allegato 8 - Ricostituzione delle partnership di polizia distrettuale
Il presente allegato è prospetticamente abrogato dalla parte 2 dell'allegato 8 del Justice Act (Northern Ireland) 2011.

## Programma 9 - Partnership di polizia distrettuale: sottogruppi di Belfast
Il presente allegato è prospetticamente abrogato dalla parte 2 dell'allegato 8 del Justice (Northern Ireland) Act 2011.